# 格奥尔格·布伦纳
格奥尔格·布伦纳（德語：Georg Brunner，1897年12月15日—1959年11月16日），德国男子曲棍球运动员，场上位置是守门员。他曾代表德国参加1928年夏季奥林匹克运动会曲棍球比赛，获得一枚铜牌。